# История и политика на Монако
Историческото развитие на Монако започва от около 600 г. пр.н.е., когато финикийците пристанището Моноикос.

## История
Първото споменаване на Монако е от историка Хекатеус от Милет (от около 560-480 г. пр.н.е.), който говори за Monoikos polis ligustike (лигурския град Монако). В римско време пристанището е изграждано допълнително под названието Herculis monoeci portus заради удобното му положение под закрила на скалите. През XII век Монако попада под влиянието на Генуа. От XII век династията на Грималдите завзема властта в страната.
Статутът на княжество Монако получава в началото на XVII век. При Оноре II (1604-1662). От 1741 с малки прекъсвания Монако е под протектора на Франция. В сключения през 1918 г. между княжеския двор на Грималдите и Франция договор се определя, че княжеството губи суверенитета си и се присъединява към съседната си страна, в случай че регентът не е оставил мъжки наследник. През 1949 г. на трона сяда княз Рение III (1923-2005). Сватбата му през 1956 г. с американската актриса Грейс Кели (1929-1982), по-късно княгиня Грация Патриция, предизвиква небивал международен интерес.
По времето на Рение III през 1962 г. се прави промяна на конституцията, която ограничава до голяма степен властта на княза. От тогава Монако е конституционна наследствена монархия, държавният глава на която разполага със законодателни и изпълнителни правомощия. Националният съвет е с 18 члена, които се избират през 5 години. Право да гласуват имат само монегасците. Външната политика се представлява от Франция.

## Модерно развитие
Модерното развитие на Монако започва през 1856 г. когато при княз Шарл III (1818-1889) се създават първите игрални домове. През 1863 г. се основава „Обществото на морските къпания“, което развива княжеството до един от най-реномираните хазартни центрове на Европа. Казиното е построено по образец на парижката опера. В чест на Шарл III през 1886 г. новопостроеният около казиното град получава името Монте Карло. Този етап е известен като Славната епоха, чиято репутация се запазва и до днес.